# 天主教尼泰罗伊总教区
天主教尼泰羅伊總教區（拉丁語：Archidioecesis Nictheroyensis）是羅馬天主教在巴西的一個教省總教區，下轄三個教區。
總教區管轄里約熱內盧州東南部十四市，2004年時有1,277,516名教友，佔轄區總人口61.0%。總教區下轄58個堂區，有110名司鐸。
現任總主教為若瑟·方濟各·雷森德-迪亞斯，榮休總主教為阿拉諾·瑪利亞·佩納。
教區於1892年4月27日建立，屬里約熱內盧總教區。教區於1960年3月26日升為總教區。